# Братья Ткачёвы
Братья Ткачёвы — творческий тандем, в который входят живописцы, народные художники СССР, академики Сергей Петрович (1922—2022) и Алексей Петрович (1925—2025) Ткачёвы.

## Творчество
Творческий тандем сформировался в 1950 году. Художники работают в Москве и на Академической даче им. И. Е. Репина в Тверской области. В центре внимания художников — русская деревня. Герои их картин — реальные люди, современники, родные, друзья, соседи. Манера письма художников импрессионистическая и цветонасыщенная, а картины содержат живые черты натурного этюда. В работах на историко-революционную тему нарушается «героический канон» и включаются элементы жанрово-бытового рассказа. Братья Ткачёвы известны в первую очередь как жанристы, создавая картины о делах и днях русской деревни, о судьбах разных её поколений (Матери, 1960—1961; Пора сенокосная, 1976; Июньская пора, 1976—1977; Ветеран, Молодая семья — обе работы 1983—1985). В 1995 году в Брянске открыт музей братьев Ткачёвых. Художники передали в дар музею более 200 картин.

## Основные произведения
- «У колодца» (1954)
- «Подруги» (1955, Пензенская областная картинная галерея имени К. А. Савицкого);
- «Прачки (Летом)» (1955—1957, Киевский музей русского искусства);
- «Ветреный день» (1956—1957);
- «Детвора» (1957—1960, Государственный Русский музей);
- «Между боями» (1958—1960, Государственная Третьяковская галерея);
- «Четыре женщины» (1960, Государственная Третьяковская галерея);
- «Матери» (1961, Государственная Третьяковская галерея);
- Триптих «Семья Пакетовых» (1963—1964, Тульский музей изобразительных искусств);
- «Родная земля. Победители» (1968);
- «Дорогой гость» (1968);
- «В колхоз» (1970, Государственная Третьяковская галерея, второй вариант — 1981 г.);
- «Хлеб республики» (1970);
- «Свет в деревне» (1972);
- «Свадьба» (1972, Херсонский художественный музей);
- «Молодые» (1974, Институт русского реалистического искусства);
- «В партизанском крае» (1975);
- «Пора сенокосная» (1976, Иркутский областной художественный музей);
- «Июньская пора» (1976—1977, Государственный Русский музей);
- «Околица» (1977—1980);
- «На родной земле» (1978—1980г);
- «У старых бань» (1980, Государственная Третьяковская галерея);
- «Братья» (1981—1983, Государственная Третьяковская галерея);
- «Пора журавлиная» (1983);
- «Молодая семья» (1983—1984);
- «Вышивальщицы знамён» (1984—1987);
- «Дети войны» (1984, Государственная Третьяковская галерея);
- «Дети мира» (1985);
- «Сыновья» (1985—1990, Белгородский художественный музей);
- «Русское поле. Лихолетье» (1986—1998);
- «Беспризорники» (1988—1998);
- «Колокола России» (1990);
- «Старики» (1991);
- «Судьба ветерана» (1994—1995) и др.
- Цикл картин «Они сражались за Родину»: (2002—2003)
- «Дорогами войны» (2003—2005, Институт русского реалистического искусства)[3]

## Выставки
Персональные выставки художников проходили в Белграде (1961), Москве (1961, 1975, 1979, 1992, 2002, 2005, 2011, 2013), Ленинграде (1961), Куйбышеве, Саратове, Волгограде, Свердловске, Гомеле (2019).

## Премии
В разные годы, произведения братьев Ткачёвых были удостоены государственных и правительственных премий:
- Государственная премия СССР (1978) — за картины «Пора сенокосная» и «Июньская пора»
- Государственная премия РСФСР имени И. Е. Репина (1968) — за картины «За землю, за волю» и «Между боями»
- Премия Правительства РФ (2006) — за цикл картин «Они сражались за Родину»